# Baddesley Clinton

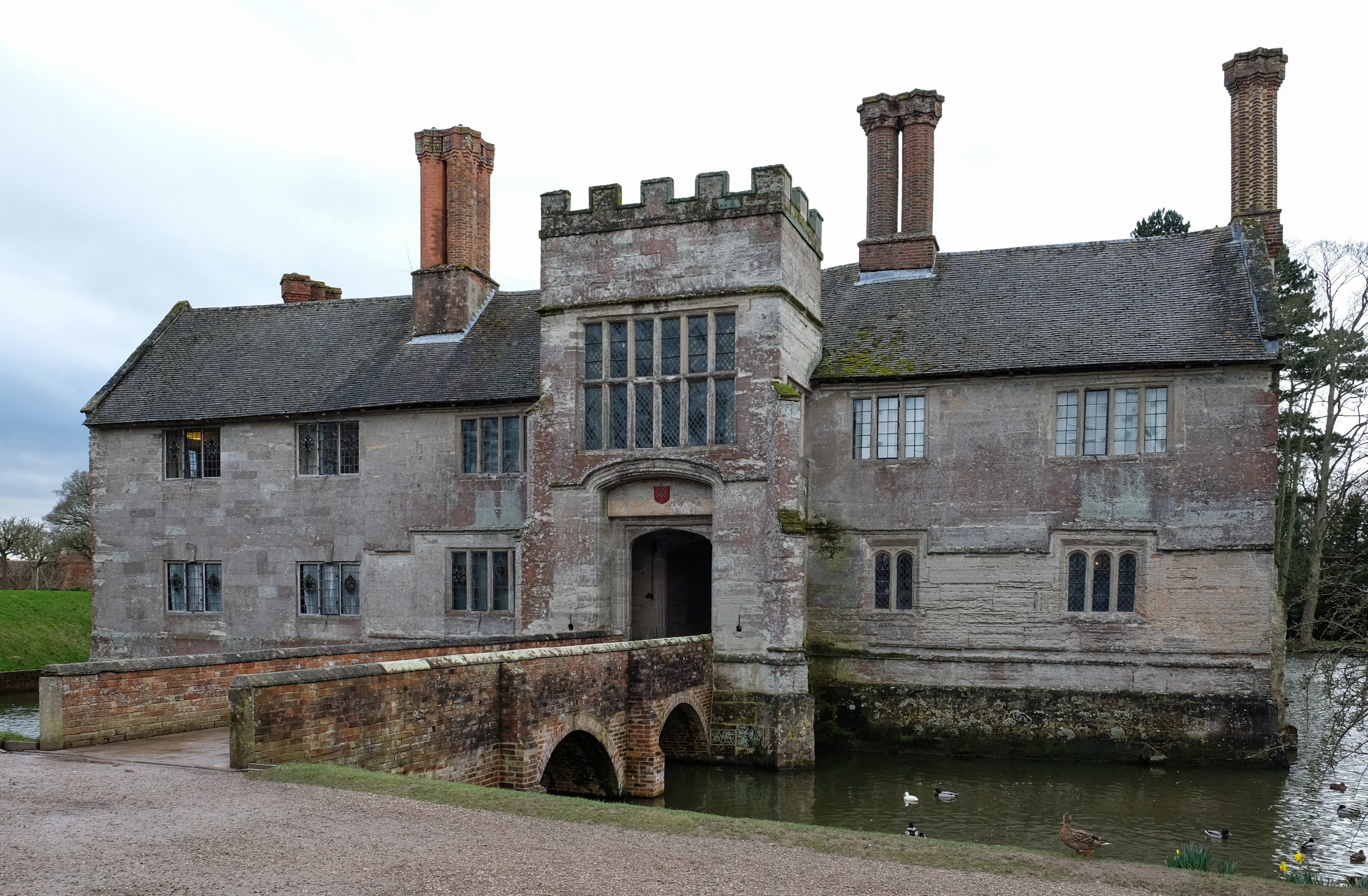
Baddesley Clinton von Norden

Baddesley Clinton ist ein Herrenhaus mit Graben im Dorf Baddesley Clinton, unmittelbar nördlich von Warwick in der englischen Grafschaft Warwickshire. Das Haus wurde vermutlich im Laufe des 13. Jahrhunderts errichtet, als große Teile des Forest of Arden gerodet und anschließend in Felder und Wiesen umgewandelt wurden. Das Gelände gilt als Scheduled Monument und das Haus ist von English Heritage als historisches Bauwerk I. Grades gelistet. 2019 wurde Baddesley Clinton  von rund 235.000 Personen besucht. 2024 betrug die Besucherzahl etwa 200.000 Personen.

## Geschichte

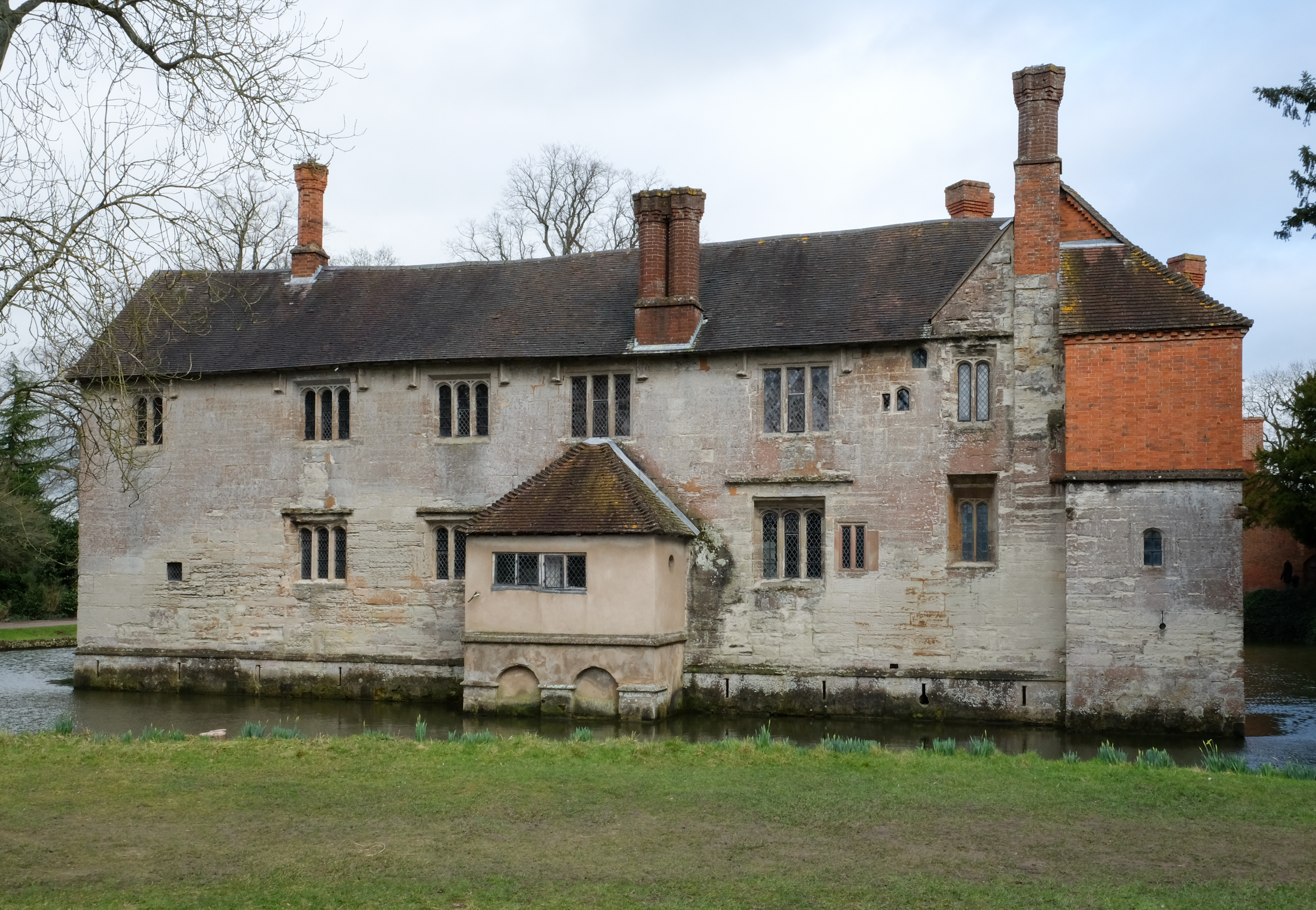
Rückseite von Baddesley Clinton

1438 kaufte John Brome, Unterschatzmeister von England, die Grundherrschaft, die nach seinem Tod an seinen Sohn Nicholas fiel. Nicholas Brome zeichnete für die wesentlichen Ausbau der nahegelegenen Pfarrkirche, die dem Hl. Michael geweiht ist, verantwortlich. Er tat dies als Buße für den Mord am Ortspfarrer, der wohl in dem Herrenhaus selbst stattfand. Seit dieser Zeit war das Haus mit Stückpforten und möglicherweise auch einer Zugbrücke ausgestattet. Als Nicholas Brome 1517 starb, fiel das Haus an seine Tochter, die 1500 Sir Edward Ferrers, den High Sheriff of Warwickshire geheiratet hatte. Das Haus blieb bis 1940 im Eigentum der Familie Ferrers. Dann kaufte es Thomas Walker, ein Verwandter der Familie, der daraufhin seinen Namen in Ferrers änderte. Dessen Sohn, der das Haus 1970 erbte, verkaufte das Anwesen 1980 an den National Trust, der es heute verwaltet.
Henry Ferrers, „der Antiquar“ (1549–1633), ließ Ergänzungen an Baddesley Clinton anbringen, z. B. begann er die Tradition von Bleiglasfenstern, auf denen das Familienwappen abgebildet war. Solche Glasfenster sieht man heute in vielen öffentlich zugänglichen Räumen des Hauses. Man denkt, dass in seinem Auftrag auch der Rittersaal gebaut wurde. Im 18. Jahrhundert wurde der Rittersaal in Ziegelbauweise neu aufgebaut und der Ostflügel erweitert, allerdings mit großer Vorsicht, um den originalen Stil des Hauses zu wahren.
In den 1860er-Jahren wohnten dort die Schriftstellerin Georgiana Chatterton und ihr zweiter Gatte Edward Heneage Daring, die beide zum Katholizismus konvertierten. Die katholische Kapelle des Hauses wurde bei der Generalrenovierung des Hauses neu aufgebaut. Im Inneren des Hauses gab es bis in die 1940er-Jahre größere Veränderungen, z. B. wurde das 1. Obergeschoss mit Ausnahme der Kapelle vollständig verändert. Das heutige Herrenhaus hat ausgedehnte formelle Gärten und Teiche; viele der Bauernhäuser gehen auf das 18. Jahrhundert zurück. Die Michaelskirche, die größtenteils dasselbe Schicksal wie das Herrenhaus hat, befindet sich nur 500 Meter die Straße hinauf. Im Haus gibt es unter anderem einen wunderschönen Rittersaal, eine Salon und eine Bibliothek und man kann viele Schnitzereien und Möbel aus dem 16. Jahrhundert sehen. Auch Accessoires aus dem 19. Jahrhundert, die die späteren Bewohner nutzten, kann man sehen.
1986 nutzte ITV Granada eine Reihe von Außenaufnahmen von Baddesley Clinton für ihre Serie Sherlock Holmes in der Episode Das Ritual der Familie Musgrave. Im Oktober 2016 war das Haus Thema der Antiques Roadshow von BBC One.

## Verbindung zum Katholizismus

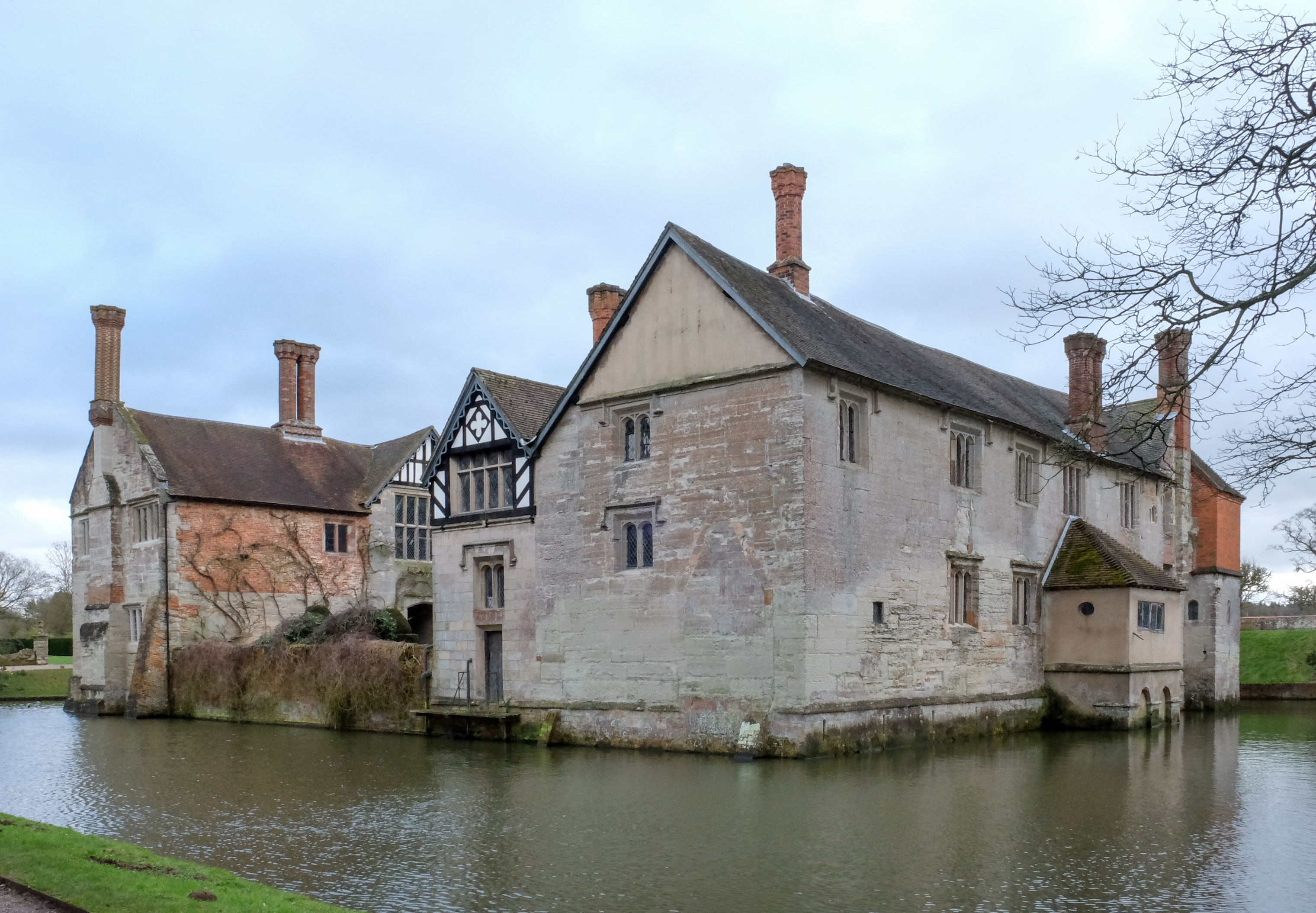
Baddesley Clinton

Die Ferrers scheinen nach der Reformation römisch-katholische Rekusanten geblieben zu sein, so wie viele andere Mitglieder des niedrigen Adels in Warwickshire. Sie schützten katholische Priester, die mit dem Tode bedroht waren, wenn sie entdeckt wurden, und trafen besondere Vorkehrungen, um sie zu verstecken. Verschiedene Priesterlöcher wurden gebaut, Geheimgänge zum Verstecken von Leuten im Falle der Nachsuche. Eines dieser Löcher befindet sich neben dem Moat Room; es ist einfach ein kleiner Raum mit einer Türe, die sich in der Holzvertäfelung versteckt. Ein zweites Priesterloch führt in die Decke und ist daher für Besucher unsichtbar; dort sollen sechs Leute untergekommen sein. Ein drittes Priesterloch befindet sich in einer alten Toilette. Flüchtlinge konnte an einem Seil vom Obergeschoss durch einen alten Aborterker herunterrutschen in die frühere Abwasserrohre des Hauses, die längsseits des Gebäudes verliefen. Dort konnten vermutlich bis zu zwölf Leute untergebracht werden. Diese Priesterlöcher soll  Nicholas Owen, ein Jesuitenbruder, der viele meisterliche Verstecke schuf, insbesondere in Harvington Hall, angelegt worden sein. Er wurde später von der protestantischen englischen Regierung gefasst und zu Tode gefoltert. Die Verstecke wurden mindestens einmal 1591 benutzt, als eine Konferenz von Jesuitenpriestern von den örtlichen Behörden verfolgt wurde. Die Verstecke erwiesen sich als gut; niemand wurde gefasst.